# RSSF

Rede de sensores sem fio na topologia de malha

Rede de sensores sem fio (RSSF) é tipicamente uma sub-classe das redes ad hoc. É uma rede de sensores cuja finalidade é monitorar algum fenômeno. Esta rede de sensores tem grande aplicação em locais de difícil acesso ou perigosos, tais como as áreas:
- Militar - funções de monitoramento, rastreamento, segurança, controle e manutenção;
- Industrial - funções de monitoramento, particularmente em áreas de difícil acesso;
- Aviação - substituindo as redes com fio, como já são usadas hoje;
- Ambiente - monitorando variáveis ambientais em prédios, florestas, oceanos, etc;
- Tráfego - monitoramento de vias, estacionamentos, etc;
- Engenharia - monitoramento (e modelagem) de estruturas.

As principais características de uma rede sensorial são: o sensor, o observador e o fenômeno. O sensor é quem faz a monitoração do fenômeno que está sendo analisado, ele é formado por: processador, rádio para comunicação, memória e bateria. Ele faz a leitura (medida) do fenômeno e repassa essa informação para o observador. Vale lembrar que quanto maior a distância do fenômeno em relação ao sensor, menor será a precisão desse sensor.
O observador é o usuário final que deseja estudar e obter respostas sobre o fenômeno.
O fenômeno é o objeto de estudo do observador, é o que está sendo monitorado pela rede sensorial.
Devido à grande dificuldade geralmente encontrada na substituição de baterias dos nós sensores, o consumo de energia torna-se um fator crítico em RSSF, necessitando assim protocolos eficientes no consumo de energia e prolongando a vida útil do sistema.
Outro ponto importante em RSSF é a tolerância a falhas, visto que muitas vezes os sensores encontram-se em área de difícil acesso ou áreas perigosas, sendo necessários algoritmos de roteamento e técnicas para auto-organização dos dispositivos.
Em redes de sensores, as principais métricas para a avaliação dos seus protocolos são: eficiência de uso da energia e vida útil do sistema, latência, precisão, tolerância a falhas, escalabilidade e exposição dos sensores.
Uma rede de sensores deve receber e transmitir dados de forma segura, obedecendo assim alguns requisitos, como:
- Confidencialidade dos dados - garantia de transmissão somente dentro da rede, ou seja, redes vizinhas não podem ter acesso a essas informações.
- Autenticação dos dados - garantir que os dados recebidos são de uma fonte segura.
- Integridade dos dados - garantir que os dados recebidos não foram alterados durante sua transmissão.
- Dados recentes - evitar o ataque replay, que utiliza transmissões antigas para alterar uma rede, ou seja, deve garantir que os dados recebidos são recentes.

Apesar de RSSFs normalmente serem associadas a redes ad-hoc, ou seja, sem necessariamente precisarem de um planejamento topológico, esse aspecto tem mudado nos últimos anos. Muitas das redes atuais têm sido implementadas levando em conta um planejamento topológico, em particular considerando-se limites de distância para os links de comunicação. Nesses casos, protocolos de comunicação nativamente ad-hoc podem ser substituídos por protocolos de rede que assumem a existência de uma infraestrutura preexistente, semelhante ao que ocorre com as redes sem-fio envolvendo computadores tradicionais. Entretanto, tais RSSFs continuam a serem uma classe diferente de rede devido à severidade do aspecto energético dos nodos.